# Humbucker
Humbucker är en typ av pickup som främst används i elgitarrer, men även elbasar. Humbuckern består av två seriekopplade spolar som är lindade åt varsitt håll placerade i magnetfält av motsatta riktningar. Detta gör att störningar i form av elektromagnetiska fält uppträder med motsatt polaritet och därför släcks ut, medan signalen som kommer av de vibrerande strängarna återges korrekt. Namnet kommer från engelskans hum, brum.
Humbuckern har oftast endast en magnet som ligger under de båda spolarna. På många Humbuckermodeller finns det justerbara poler som ligger under varje sträng. Vissa har sex justerbara poler och andra har tolv.
Den första Humbucker-modellen, som tillverkades av Gibson kallas PAF (Patent Applied For) och har endast en kabel bestående av en yttre metallstrumpa som kopplas till jord, och en inre signalkabel. Senare modeller har ofta fyra kablar (+ skärm), vilket gör att man kan få olika ljud ur en och samma humbucker med hjälp av en strömställare eller potentiometer.
Humbuckerpickupens ljudkaraktär påverkas av spolarnas höjd, antal varv koppartråd, tjocklek på koppartråden, samt av magnetens styrka och material. I regel kan man säga att fler varv på spolarna gör humbuckern "hetare", med det menas att den låter starkare, och ger ifrån sig starkare signal (högre spänning). En normal humbucker lämnar mellan 200 och 500 millivolt, vilket gör den kraftigare än en single coil. Principen för gitarrpickuper bygger på elektromagnetisk induktion.
|  |  |